# Classification des navires de surface de la Royal Navy
 (janvier 2024).
La classification des navires de surface de la Royal Navy est un système utilisé par la Royal Navy, la marine militaire du Royaume-Uni, pour classer les navires d'escorte par fonction. Elle repose sur l'usage du mot Type. Le système a évolué au début des années 1950, lorsque la Royal Navy expérimente la construction de navires d'escorte à usage unique, dotés de rôles spécifiques, à la lumière de l'expérience acquise pendant la Seconde Guerre mondiale. 
Le système de numérotation initial (juillet 1950) était le suivant :
- Les frégates de type 1X était des frégates anti-sous-marines (ASW) (lorsque le nombre s'est épuisé dans les années 1960, les frégates ASW ont continué sous le nom de série Type 2X) ;
- les type 3X étaient des frégates à usage général (GP) (choisi en 2015)
- les types 4X étaient des frégates anti-aériennes (AAW) (elles ont ensuite évolué vers la série de types « Destroyer »).
- les types 6X étaient des frégates à direction aérienne (ADW).
- les types 8X étaient des navires polyvalents. Un ordre de la flotte de l'Amirauté définissait ces navires comme des « destroyers » s'ils pouvaient atteindre la « vitesse de flotte » ou comme des « sloops » s'ils ne le pouvaient pas.

## Types 11-30, frégates de lutte anti-sous-marine
- Type 11 : frégate anti-sous-marin (diesel), basée sur la coque des Type 41 et 61. Jamais construite.
- Type 12 : la classe Whitby, frégates anti-sous-marines « de premier ordre » à grande vitesse.
- Type 12M : la classe Rothesay, Type 12 modifié.
- Type 12I : la classe Leander : Type 12 amélioré, frégate à usage général. Également produit sous les noms de classe Condell, classe River, classe Nilgiri et classe Van Speijk pour d'autres marines.
- Type 14 : la classe Blackwood : frégate anti-sous-marine de « second ordre », propulsée à vapeur, à grande vitesse.
- Type 15 : frégates anti-sous-marine à grande vitesse, produite par conversion complète de destroyers construits en temps de guerre des classes R, T, U et V et W et Z.
- Type 16 : frégates anti-sous-marine à grande vitesse, produite par une conversion limitée de destroyers de guerre de classe T (7 navires), de Classe O et P (3 destroyers).
- Type 17 : frégates anti-sous-marines de troisième ordre, analogue aux corvettes de guerre. Conception abandonnée en 1953 et non construite.
- Type 18: frégates anti-sous-marines à grande vitesse, conversion intermédiaire des coques de destroyers de guerre des classes N-, S-, T et Z (et destinée à remplacer le Type 16). Conception abandonnée en 1953 et non construite.
- Type 19 : frégates anti-sous-marines à très grande vitesse (42 nœuds) propulsée par turbine à gaz. Conception abandonnée en 1965. Non construit.
- Type 21, la classe Amazon, frégate de conception commerciale à usage général, propulsée par une turbine à gaz.
- Type 21, la classe Broadsword, grandes frégates anti-sous-marines propulsées par des turbines à gaz.
- Type 23, la classe Duke, frégates anti-sous-marines à turbine à gaz et à moteur diesel. Plus petit et moins cher que le Type 22, avec des capacités similaires. 16 construits.
- Type 24 : Modèle de frégate bon marché (« Future Light Frigate ») destinée à l'export. En service RN, il aurait servi de navire ASW remorqué. Non construit.
- Type 25 : Développement plus performant du Type 24, conçu pour avoir presque les capacités d'un Type 22 mais pour seulement les trois quarts du coût. Une grande partie de la réflexion, y compris sur les machines diesel-électriques, a été axée sur le Type 23. Non construit.
- Type 26 : « Global Combat Ship » : Annoncé pour la première fois en mars 2010, et anciennement connu sous le nom de Future Surface Combatant. Premières commandes passées en février 2014.

## Types 31-40, frégates à usage général
- Type 31 : La frégate de type 31 est la frégate à usage général proposée, telle qu'elle est définie dans l'examen stratégique de défense et de sécurité de 2015.
- Type 32 : La frégate Type 32 a été évoquée en novembre 2020 comme future frégate.

## Types 41-60, frégates/destroyers anti-aériens
- Type 41, la classe Leopard, frégates anti-aériennes à moteur diesel construite sur coque commune avec le Type 61.
- Type 42(i) : Escorte côtière à grande vitesse. Non construit
- Destroyer de type 42 (ii) : Classe Sheffield : destroyer anti-aérien de défense de zone de flotte propulsé par turbine à gaz.
- Destroyer de type 43 : Grand destroyer anti-aérien de défense de zone, propulsé par une turbine à gaz, « à double extrémité » (lanceurs Sea Dart à l'avant et à l'arrière). Projet annulé en 1981 sans aucun projet construit.
- Destroyer de type 44 : Destroyer Type 44 : Une version plus petite du Type 43 avec une meilleure capacité anti-sous-marine. Annulé.
- Destroyer de type 45 :  Daring-class : destroyer anti-aérien de défense de zone de la flotte pour remplacer le projet Type 44. 6 construits.